# Капуста Андрій Тимофійович
Андрій Тимофійович Капуста (пом. 1572) — князь, урядник Речі Посполитої. Представник роду Капуст гербу Одровонж.

## Життєпис
Посади: брацлавський каштелян (1566—1571), староста (державець) овруцький (1546—1551,1553—1571).
У 1546 році князь подав позов на Христофора Кміту (герб Хоругви Кмітів) щодо відмови останнього передати йому Овруцький замок згідно з привілеєм короля Сигізмунда І Старого. Правитель вирішив відкласти розгляд справи.

### Родина
Був одружений двічі. Перша дружина невідома. Друга: за Леонтієм Войтовичем — Анна Шимківна (28.02.1503—19.07.1577), за даними Афанасія Кальнофойського, Анна Семенівна, Кандреєвська монахиня, прожила 54 роки, 4 місяці, 19 днів. Була похована у Києво-Печерській лаврі, існувала її надгробна таблиця з епітафією. Діти:
- Марина — дружина мінського воєводи Богдана Сапіги;
- Олександра (д/н— травень 1601[6]) — дружина князя Олександра Вишневецького;
- третя дочка — дружина Філона Кміти-Чорнобильського, смоленського воєводи.